# 国立公園・野生動物・植物保全局
国立公園・野生動物・植物保全局（こくりつこうえん やせいどうぶつ しょくぶつほぜんきょく、タイ語: กรมอุทยานแห่งชาติ สัตว์ป่า และพันธุ์พืช、英語: Department of National Park, Wildlife and Plant Conservation、DNP）は、天然資源・環境省の下位機関にあたる、タイ王国の行政機関である。本部はバンコクのチャトゥチャック区にある。2018年現在の局長は Thanya Netithammakun である。2018年度の予算は115億7400万バーツである。 

## 歴史
国立公園・野生動物・植物保全局は2002年に設立され、それまで農業・協同組合省の王立森林局が掌握していたタイの国立公園の管理を所管している。 

## 財政
国立公園・野生動物・植物保全局の収入には、国立公園の入園料を含む。2016年現在、国立公園への入園料はタイ人が60バーツ、外国人が300バーツと定められている。 2015年10月から11か月間の2016年度会計では、国立公園・野生動物・植物保全局の収益は、前年度のほぼ2倍にあたる合計18億2,000万バーツを記録した。なお、2011年度の収入は4億9,600万バーツで、タイで深刻な洪水が発生した2012年度は、3億6,600万バーツまで落ち込んでいた。その後は微増を続け、2013年度には6億2200万バーツ、2014年度には6億6900万バーツ、2015年度には8億9600万バーツへと増加している。国立公園・野生動物・植物保全局は、2016年度収入の急増は、中国人観光客の増加と、入園料を徴収する職員の増員よるものだと考えている。

## 取り組み
2018年半ばに、国立公園・野生動物・植物保全局は、タイの154の国立公園で、ビニール袋、発泡スチロール容器、プラスチック製食器類、プラスチックストローを禁止するプログラムを開始した。目下の目標は、プラスチック廃棄物を300万個減らすことであり、園内の販売者はプラスチックを使用できず、入園者は使い捨てプラスチック製品を公園に持ち込むことが禁止される。